# Sahl (Holstebro Kommune)
 For alternative betydninger, se Sahl. (Se også artikler, som begynder med Sahl)
Sahl ligger i Nordvestjylland og er en lille landsby beliggende i Sahl Sogn ca. 4 kilometer i østlig retning fra Vinderup. I Sahl findes den berømte Sahl Kirke med et gyldent alter i den nordlige udkant af landsbyen. Sahl ligger i Holstebro Kommune og hører til Region Midtjylland.